# Mary Edith Durham
Mary Edith Durham (8 desembre del 1863 – 15 novembre del 1944) era una viatgera britànica, artista i escriptora que esdevingué famosa pels seus contes antropològics de vida a Albània a les primeries del segle xx.

## Primers anys
Durham era la major de nou xiquets; el seu pare, Arthur Edward Durham, era un cirurgià de Londres reconegut. Va estudiar a la Universitat de Bedford (1878–82), va continuar els seus estudis a l'Acadèmia Reial d'Arts per aprendre art. Va exposar àmpliament i va contribuir amb un nombre de detallats dibuixos d'amfibis i de rèptils de la Cambridge Natural History (publicat el 1899).

## Expedicions balcàniques
Després de la mort del seu pare, Durham va agafar la responsabilitat d'atendre sa mare malalta diversos anys. Fou una experiència esgotadora; quan tingué 37 anys, el seu doctor li va recomanar que emprenguera unes vacances a l'estranger per recuperar-se. Va embarcar-se en un viatge per mar per la costa de Dalmàcia, viatjant de Trieste a Kotor i llavors per terra a Cetinje, la capital de Montenegro. Va donar-li un gust la vida dels Balcans meridionals que va conservar durant la resta de la seua vida.
Durham va viatjar extensament pels Balcans els següents vint anys, particularment a Albània, que llavors era una de les àrees més aïllades i subdesenvolupades d'Europa. Va treballar en una varietat d'organitzacions, pintant i escrivint, i recollit el folklore i l'art. La seua feina era d'importància antropològica genuïna; va contribuir sovint a la revista Man i esdevingué un membre de l'Institut Antropològic Reial. Les seues escriptures, tanmateix, eren per guanyar-se fama particular. Va escriure set llibres sobre temes balcànics, del qual Albània Alta (1909) és el més conegut.
Encara es considera la guia preeminent dels costums i la societat de les terres altes del nord d'Albània.

## Controvèrsia
Després de la seva fase pro Sèrbia, Durham va identificar-se de prop amb la causa albanesa i va defensar la unitat i independència de les persones albaneses.
Es va guanyar una reputació com a persona difícil i excèntrica, i va ser molt crítica (i també criticada) per defensar un estat iugoslau; va donar suport a la incorporació de partits del Kosovo albanès a Iugoslàvia. Es va convertir cada vegada més en antisèrbia, denunciant el que va qualificar com a "bessons serbis" per no haver "creat una Iugoslàvia, però han realitzat el seu objectiu original de fer de la Gran Sèrbia. ... Lluny de ser alliberades, la major part de les persones viuen sota un règim molt més sever que abans".

## Punt de vista albanés
Per la seua banda, però, els albanesos van tindre Durham en gran consideració. La van anomenar "Mbretëresha e Malësoreve" -la 'Reina dels Highlanders'. Va ser ben rebuda a les terres altes albaneses i va passar-hi sense molèsties malgrat ser una dona que viatjava sola. Es va beneficiar de la tradició albanesa d'assegurar la seguretat dels convidats, i d'un antic costum albanès, la tradició de les "verges jurades": dones que vestien roba d'home i eren considerades persones protegides. Quan va morir el 1944, va rebre elogis del seu rei exiliat Zogú I d'Albània, que va escriure: "Ella ens va donar el cor i va guanyar l'oïda dels nostres muntanyencs". Encara es considera una heroïna nacional; el 2004, el president d'Albània, Alfred Moisiu, la va qualificar com "una de les personalitats més destacades del món albanès durant el segle xx.

## Col·leccions
Molta de la feina de Durham va ser donada a col·leccions acadèmiques després de la seva mort. Els seus papers són conservats per l'Institut Antropològic Reial, a Londres, els seus diaris són al Museu Bankfield, a Halifax, juntament amb les seves col·leccions de joies i vestits balcànics donats el 1935.
Altres regals d'artefactes balcànics van ser donats al Museu Britànic el 1914, al Museu de Pitt Rivers, a Oxford i al Museu Horniman, a Londres.